# Muzsikus cigányok parkja
A Muzsikus cigányok parkja Budapest VIII. kerületében található. 2013 októberében avatták fel. Azelőtt névtelen közterület volt a Baross utca és Szigony utca kereszteződésénél. Eredetileg nyolc híres cigány származású muzsikus domborművét helyezték el a kis téren négy darab, 240 cm magas, 50 cm élhosszúságú, egyenlő szárú háromszög alapú mészkőoszlopon, 2017-ig ez tizenkét főre bővült: Járóka Sándor (1922–1984), ifj. Járóka Sándor (1953–2007), Bobe Gáspár Ernő (1924–1993), Berki László (1941–1997), Pertis Jenő (1903–1971), Lakatos Sándor (1924–1994), Kozák Gábor József (1910–1978), Cziffra György (1921–1994), id. Kathy-Horváth Lajos (1924–1980), Berki Béla (1948–2013), Boros Lajos (1925–2014) és Buffó Rigó Sándor (1949–2014) portréját. 
Mivel négy háromszögletű oszlop egy-egy oldalán két muzsikus portréja helyezhető el, ezért összesen 4×3×2=24 portré elhelyezésére van lehetőség.
Alkotó: Illyés Antal szobrászművész

## Képgaléria

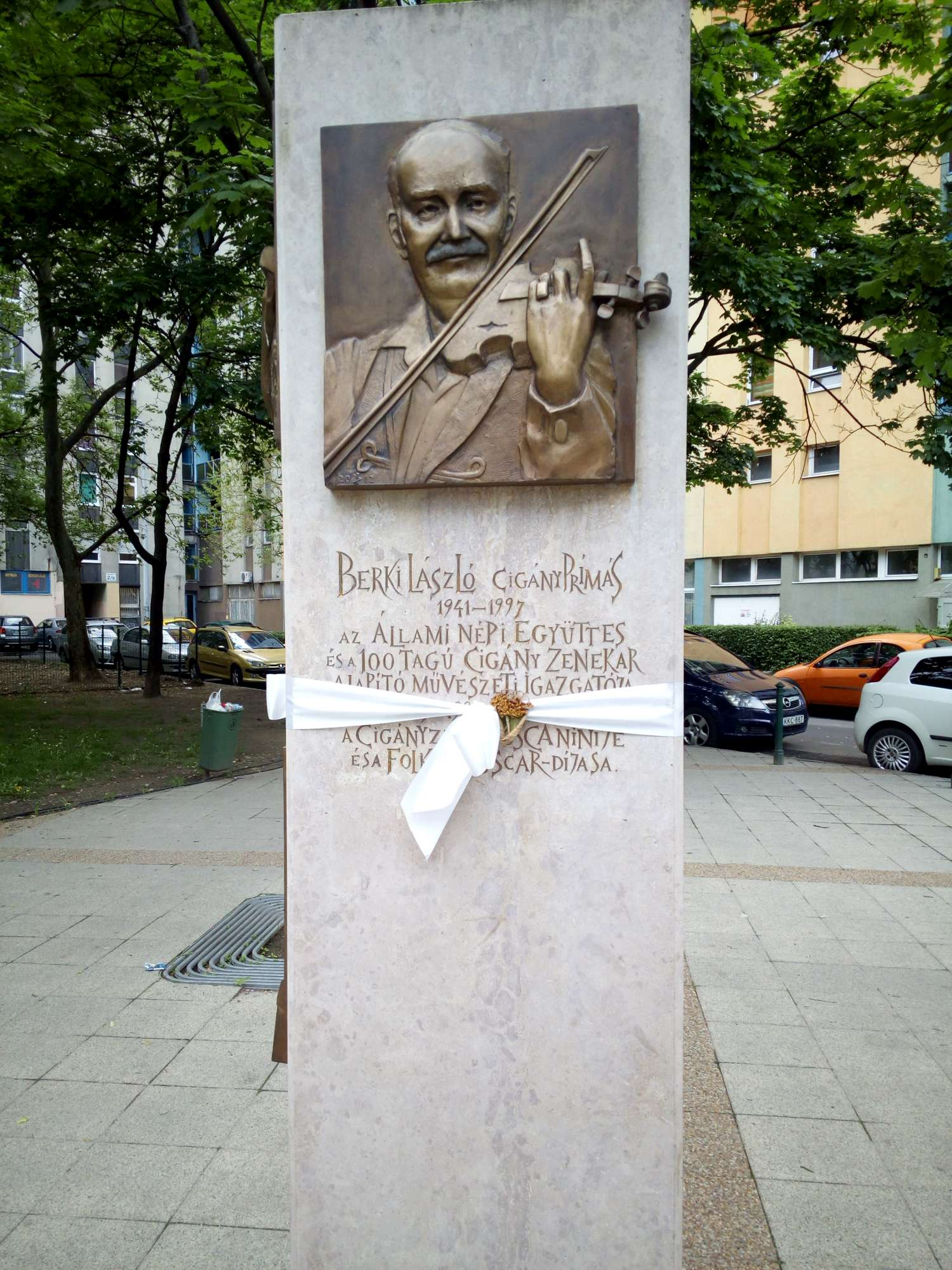
Berki László (1941–1997)
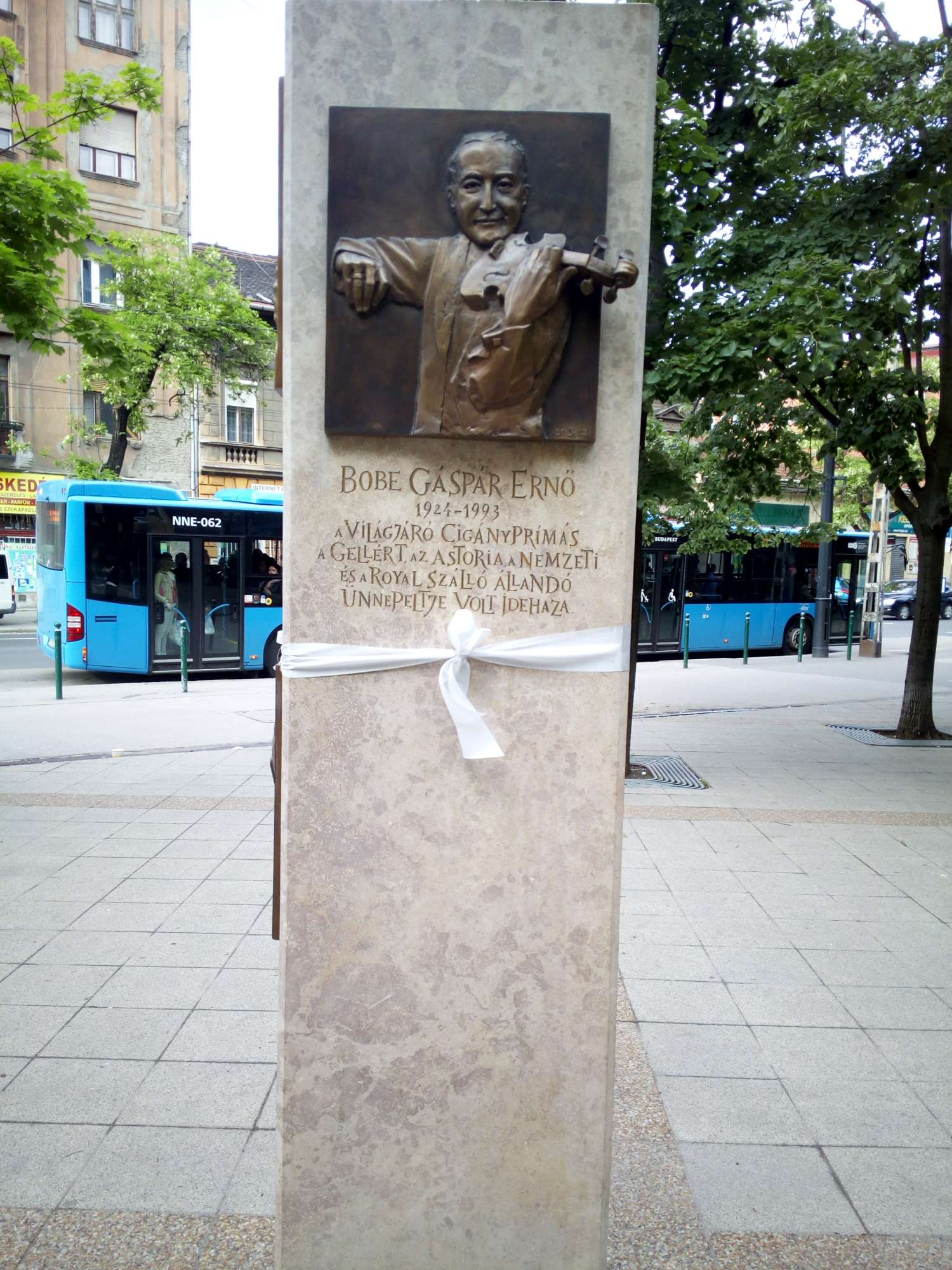
Bobe Gáspár Ernő (1924–1993)
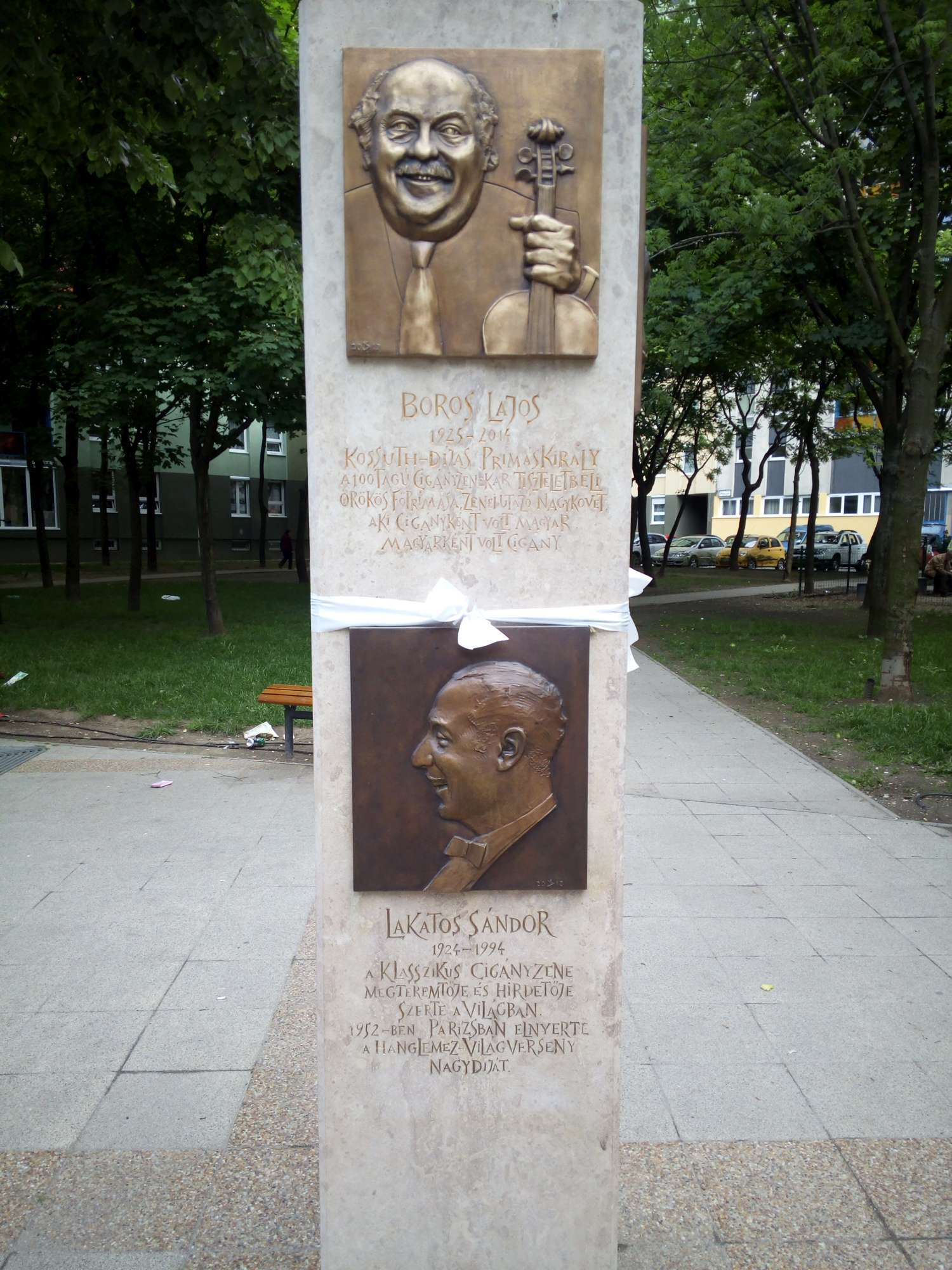
Boros Lajos (1925–2014) + Lakatos Sándor (1924–1994)
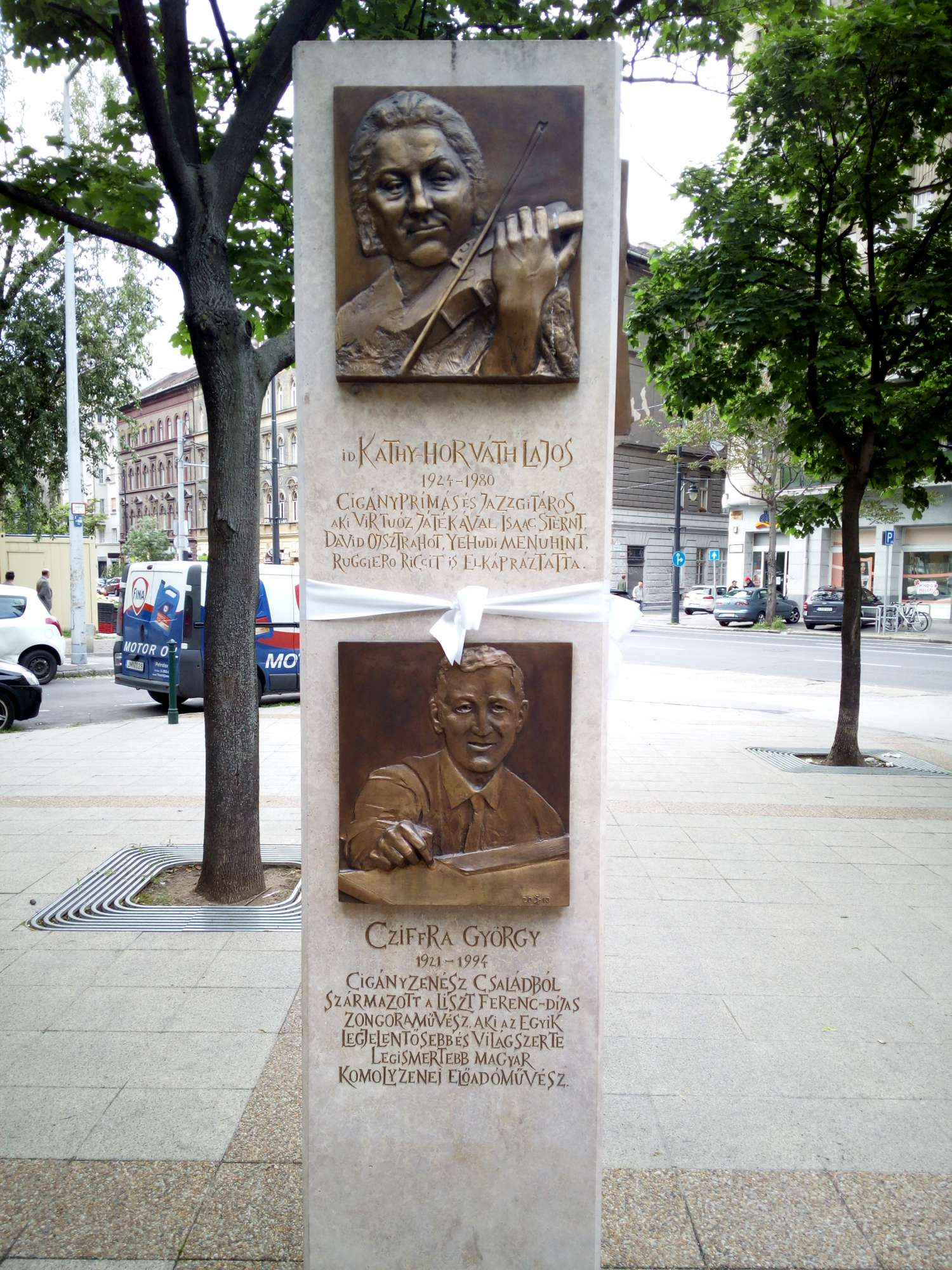
id. Kathy-Horváth Lajos (1924–1980) + Cziffra György (1921–1994)
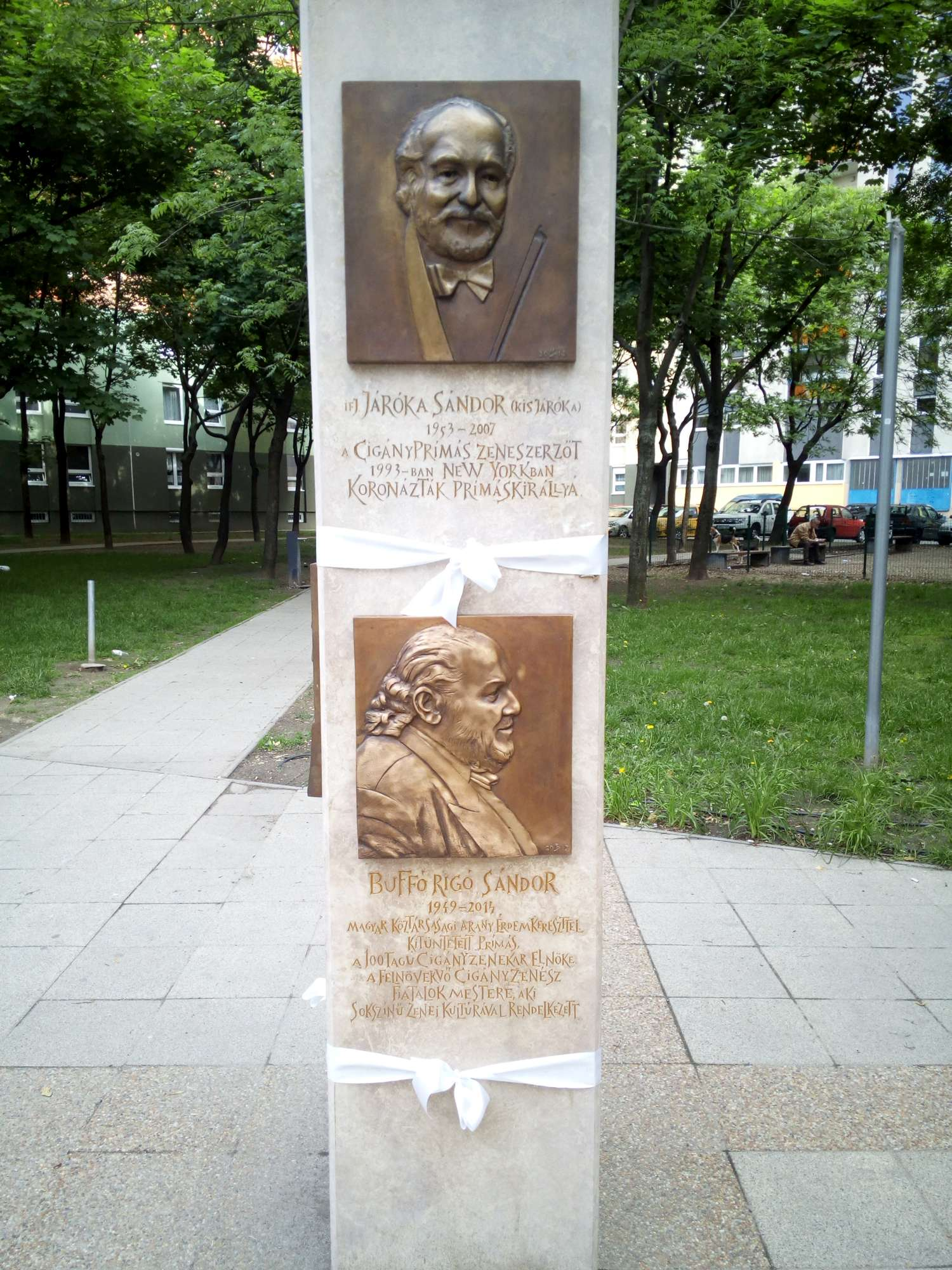
ifj. Járóka Sándor (1953–2007) + Buffó Rigó Sándor (1949–2014)
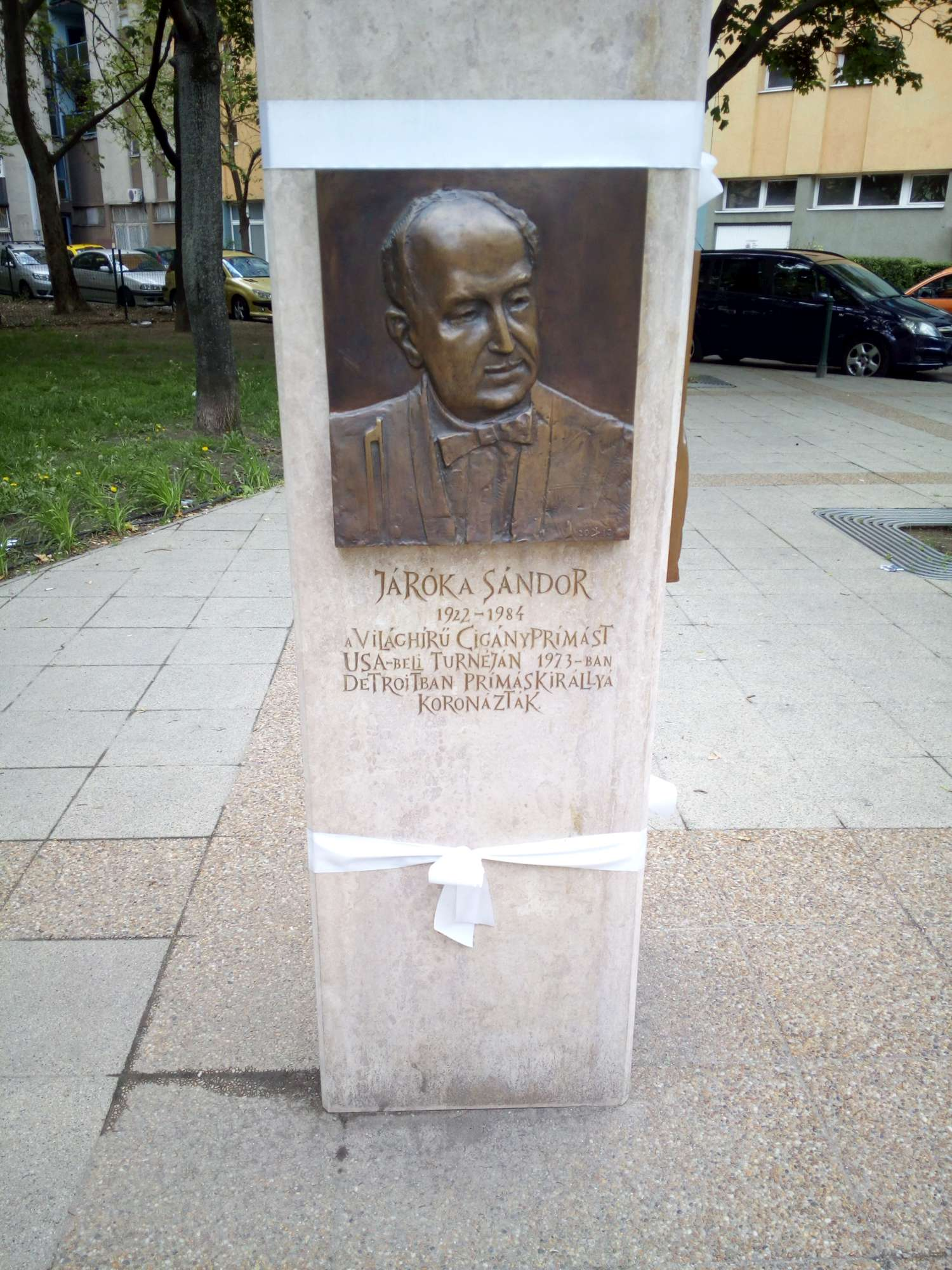
Járóka Sándor (1922–1984)
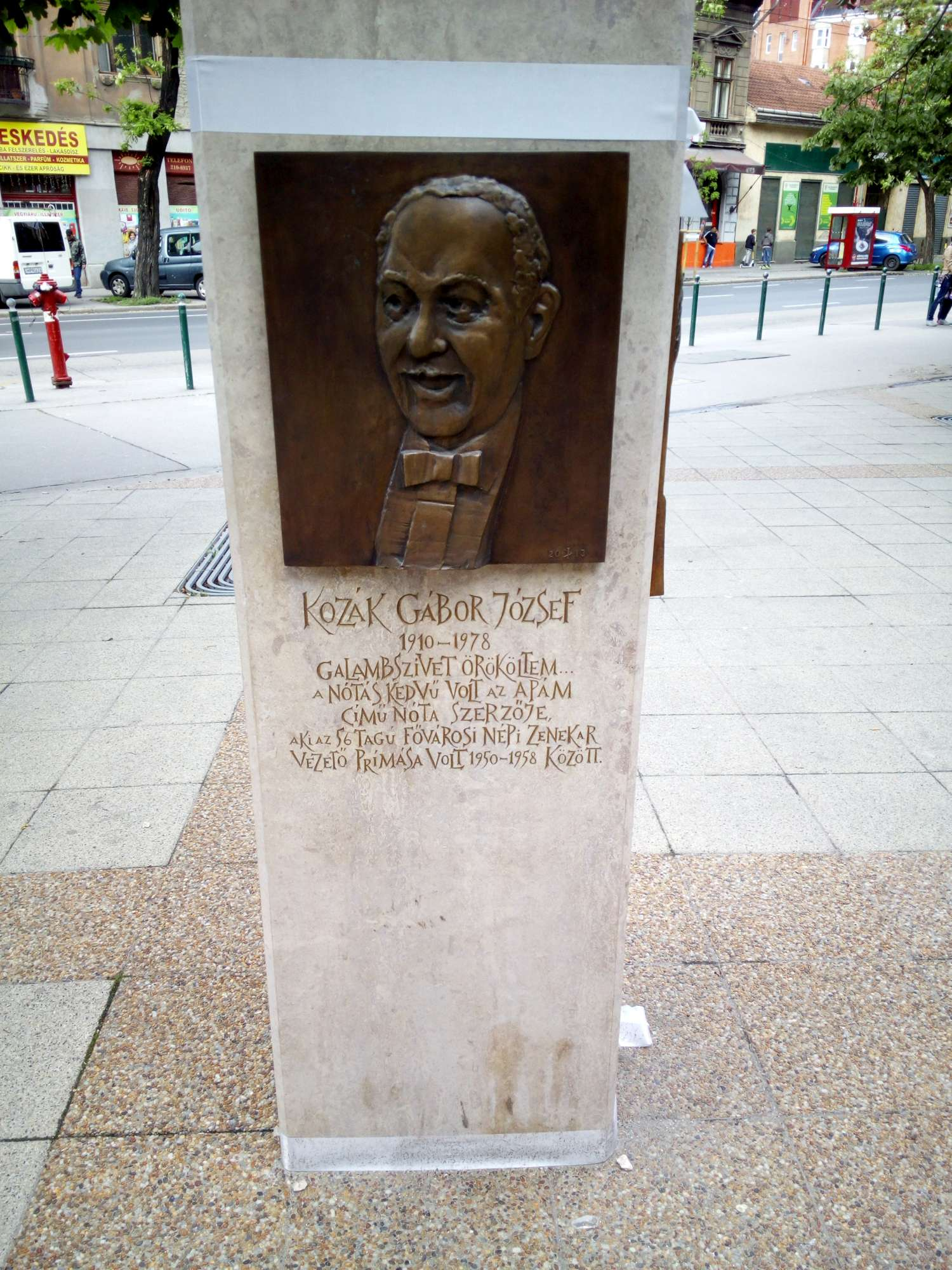
Kozák Gábor József (1910–1978)
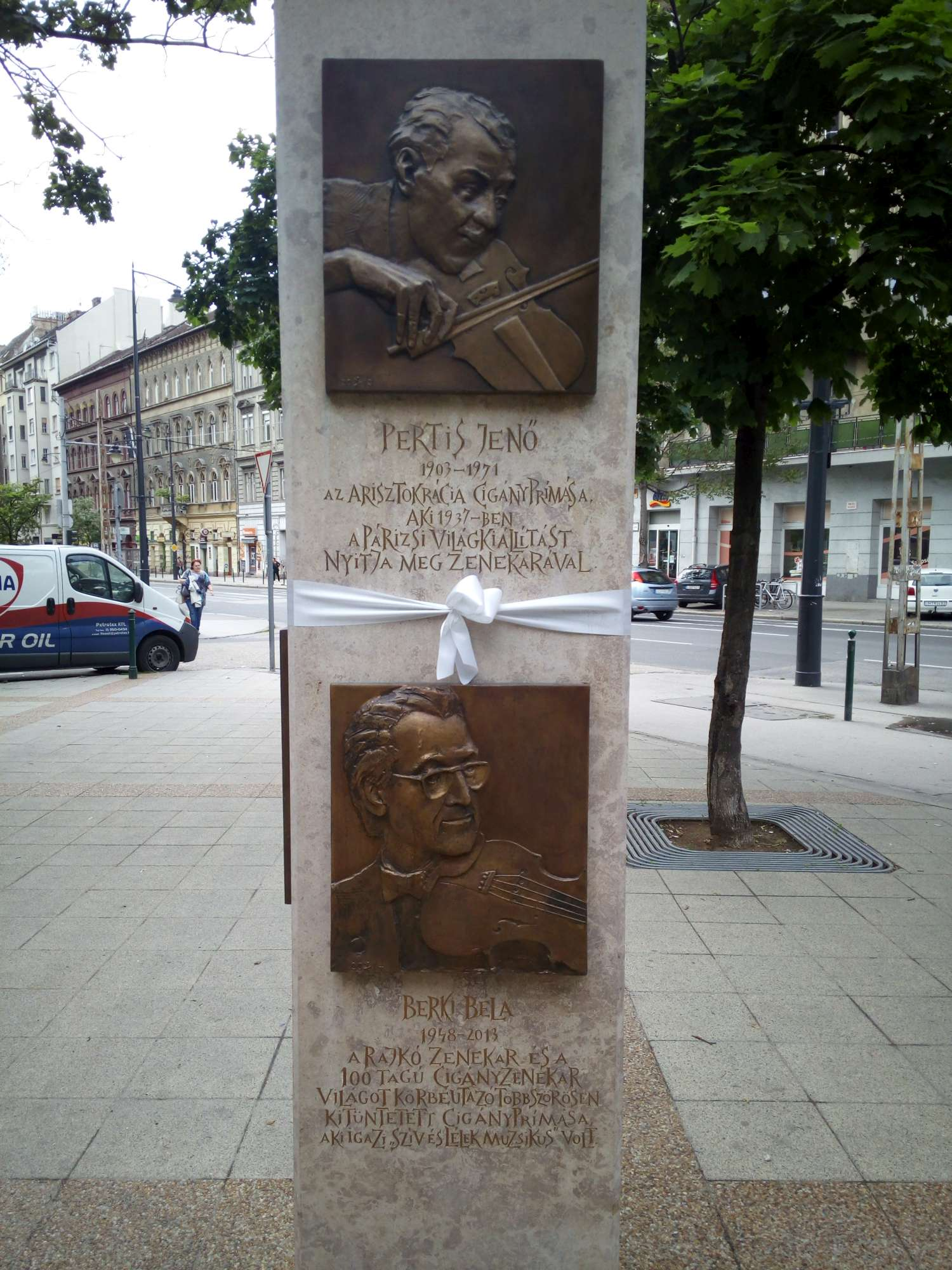
Pertis Jenő (1903–1971) + Berki Béla (1948–2013)